# Calao de Walden
Espèce
Statut de conservation UICN

 CR A2cd+3cd; : 
En danger critique
 C2a(i) 
Statut CITES
Le Calao de Walden (Rhabdotorrhinus waldeni, anciennement Aceros waldeni), est une espèce d'oiseaux vivant dans les forêts pluviales de Negros et Panay, aux Philippines. Il est considéré comme gravement en danger. Ses populations sont très réduites et fragmentées. Cette régression résulte de la perte de son habitat qui est constitué des forêts d'altitude moyenne et de la chasse.

## Étymologie
Son nom commémore Arthur Hay, neuvième marquis de Tweeddale, vicomte de Walden, ornithologue et collectionneur écossais (1824-1878).

## Taxinomie
À la suite de l'étude phylogénique de Gonzalez et al. (2013), le Congrès ornithologique international (dans sa version 4.4, 2014) déplace cette espèce depuis le genre Aceros vers le genre Rhabdotorrhinus.
D'après le Congrès ornithologique international, c'est une espèce monotypique (non divisée en sous-espèces).